# Fimbristylis warmingii
Fimbristylis warmingii là loài thực vật có hoa trong họ Cói. Loài này được (Boeckeler) Malme mô tả khoa học đầu tiên năm 1937.